# 山壽
山壽 ，明朝內官，生卒年不詳。

## 生平
永樂三年（1405年）六月，明成祖曾委任他領千騎由槍桿嶺出雲州，會同武成侯王聰偵探虜兵軍情。永樂十六年（1418年），山壽開始出現在越南史籍中，《大越史記全書》記載山壽在交阯負責督兵鎮壓當地叛亂期間，他擒獲了一隻背上有斑紋的白象，並把白象當成祥瑞呈獻給明成祖。永樂二十年（1422年），藍山起義的黎利在這年陷入困境，當時黎利軍「屢經多難，軍士疲勞，欲得休息，皆勸帝與賊和親」，被明軍圍困在靈山的黎利決定向山壽、交阯參將榮昌伯陳智等偽降示好，山壽等人因而錯誤判斷放虎歸山，結果給黎利寶貴的喘息之機。永樂二十一年（1423年）四月，山壽還派人以牛馬魚鹽、穀種農器贈送給黎利，黎利亦以金銀財物回禮，隨後山壽又釋放被陳智扣留的使者黎臻。
永樂二十二年（1424年），明成祖駕崩，黎利假裝向明廷請降，山壽力勸剛即位的明仁宗對黎利採取安撫政策，並企圖以清化府知府的官職招安黎利，黎利認為「敵使誑我，我因其敵間而用之，此其時也」，因而派人和山壽繼續虛與委蛇，觀其軍情虛實。同年，黎利率軍進取乂安，山壽和陳智出兵對陣，結果兩次中伏大敗，只能收餘卒返回乂安城固守。
宣德元年（1426年）十月，交阯總兵成山侯王通兵分三路進攻黎利，山壽和馬騏負責其中一路，從仁睦橋而出，結果在三羅橋中伏大敗，而崒洞祝洞之戰亦以慘敗告終。十二月，明朝在交阯的統治形勢嚴重惡化，黎利領兵進攻交州府東關城（今越南河內市），王通、山壽等屢戰屢敗，於是派人和黎利議和拖延時間，黎利察覺他們的用意，設伏在東都城四周，結果再成功襲殺明軍三千餘人，馬五百餘匹。後來，隨著柳升在支棱昌江之戰覆軍隕將，王通和山壽決議談和歸國，山壽於是和馬騏一起成為黎利軍的人質，直到明軍出城再無威脅後，黎利又給糧草於山壽、黃福領之，隨後山壽隨明軍還國（《明史》和《明實錄》記水路，《大越史記全書》記陸路還國）。宣德三年（1428年）四月，山壽和王通等回京，隨後被文武官員交章彈劾「違命擅與賊和」、「棄城旋師」，勳貴百官同鞫後定下山壽「庇護叛賊」的罪名，下詔獄及籍沒家產。